# گزنه
گَزَنِه (نام علمی: Urtica) یک سرده از گیاهان گل‌دار از تیرهٔ گزنه‌ایان است. گزنه‌ها گیاهانی علفی و یک‌ساله یا در برخی از گونه‌ها پایا هستند. ساقهٔ آن‌ها راست و چهارگوش بوده و سطح زیرین برگ‌ها و سایر بخش‌های سبز گیاه، پوشیده از کرک‌هایی گزنده است و در صورت برخورد با بدن خارش شدیدی ایجاد می‌کند. گزنه در صورت خشک شدن قابل خوردن و استفاده در غذاها و سالادها است.

## گیاه‌شناسی
گزنه‌ها گیاهانی علفی، یک‌ساله یا پایا هستند. این گیاهان بر اساس نوع گونه، مواد مغذی خاک و سایر موارد محیطی، ۱ تا ۳ متر رشد می‌کنند. گونه‌های پایای گزنه دارای زمین‌ساقه هستند.

## گونه‌ها
سردهٔ گزنه‌ها دارای گونه‌ها و زیرگونه‌های متعددی بوده و در بسیاری از نقاط دنیا یافت می‌شوند. برای مثال، گونهٔ گزنهٔ دوپایه در سراسر آسیا، اروپا و آمریکای شمالی، گزنهٔ کانابیده در سیبری، غرب آسیا و ایران، گزنهٔ اینکیسا در استرالیا و نیوزیلند، گونهٔ گزنهٔ توپی (گزنهٔ رومی) در جنوب اروپا، گزنهٔ سگ (گزنهٔ کوچک) در اروپا و آمریکای شمالی و گونهٔ گزنهٔ گراسیلنتا یا گزنهٔ کوهی در مکزیک، تگزاس و نیومکزیکو یافت می‌شوند.

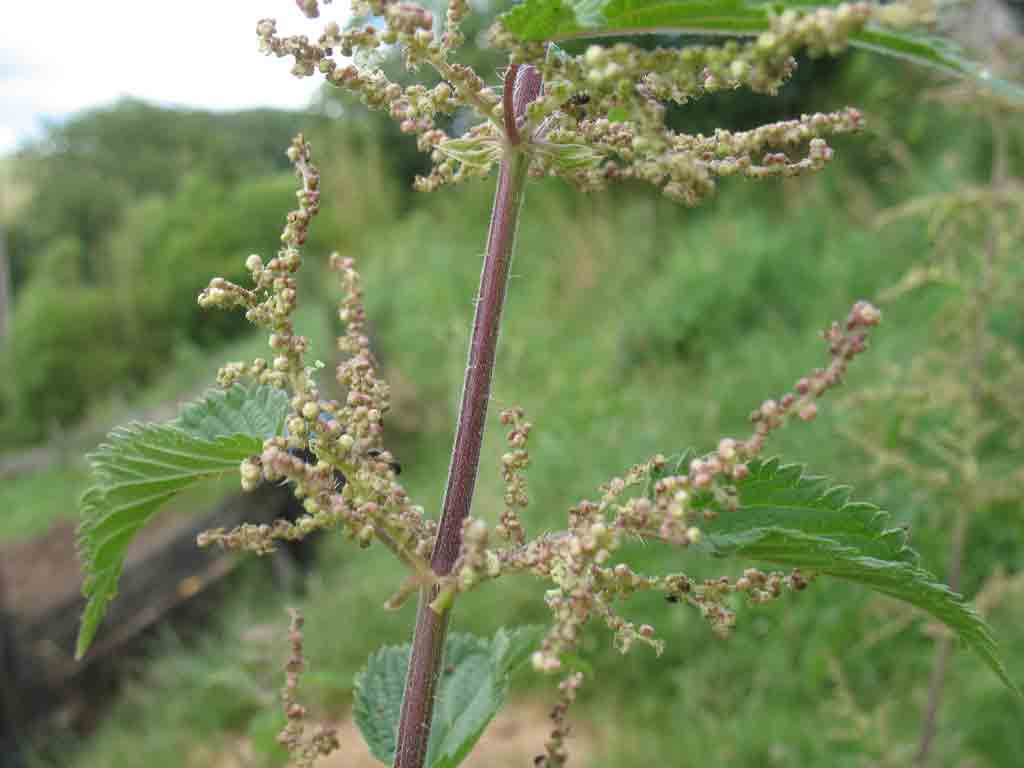
گل‌های گیاه نر گزنهٔ دوپایه

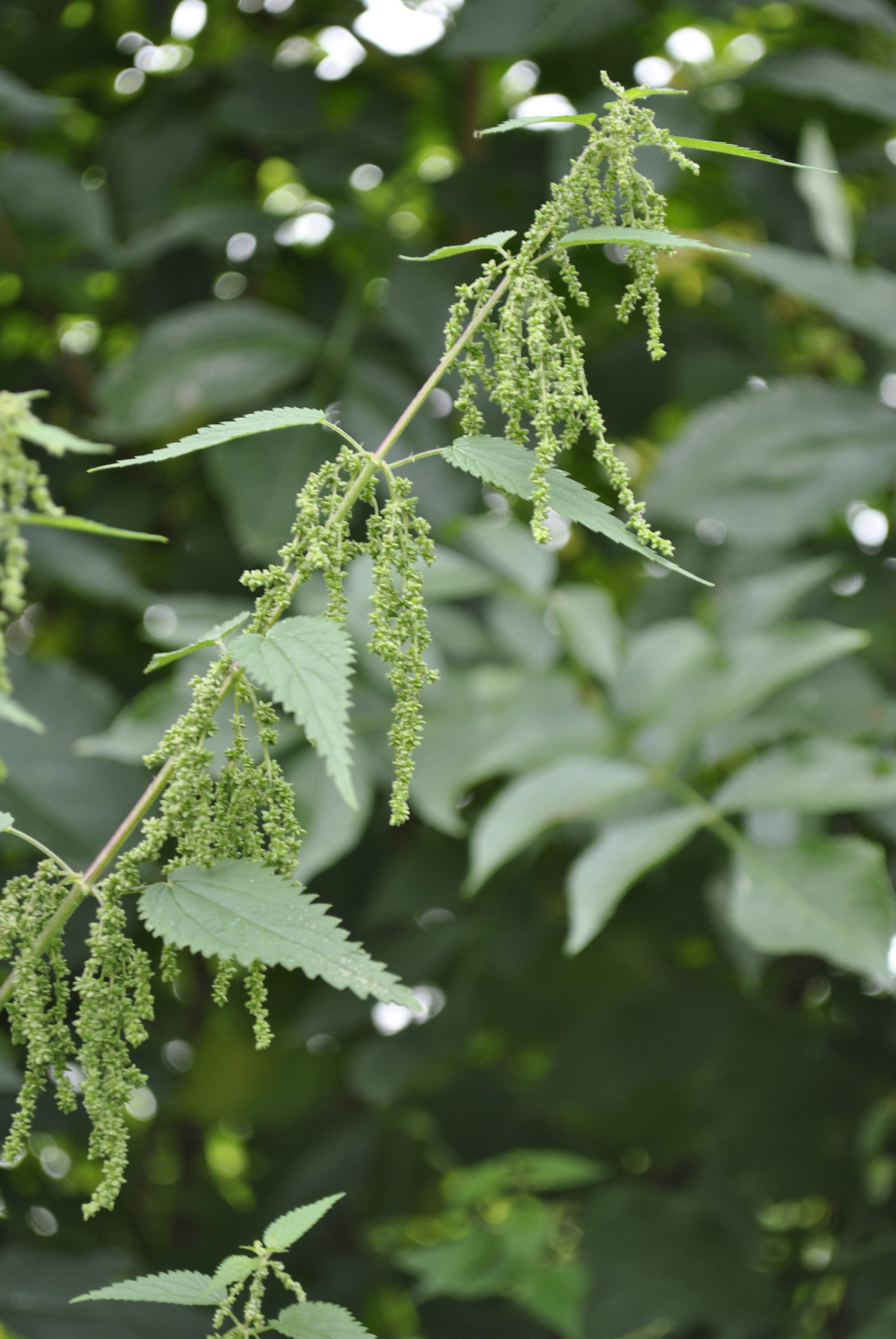
گل‌های گیاه مادهٔ گزنهٔ دوپایه

## بوم‌شناسی
به‌دلیل وجود کرک‌های گزنده، گزنه‌ها توسط مهره‌داران علف‌خوار مصرف نمی‌شوند اما به عنوان سرپناهی امن برای جانوران کوچک و حشراتی از قبیل شته‌ها، لارو پروانه‌ها و بیدها مورد استفاده هستند. انواع مختلفی از حشرات نیز مانند بسیاری از کرم‌های پیله‌ساز، پروانه‌سانان، برگ‌پیچان و فرچه‌پایانی مانند دریاسالار سرخ از برگ گزنه‌ها تغذیه می‌کنند.

## موارد استفاده

### به‌عنوان دارو
برخی از گونه‌های گزنه اثر مهاری بر آنزیم‌های لیپواکسیژناز و سیکلواکسیژناز دارند. این دو آنزیم مسئول تبدیل اسید آراشیدونیک به پروستاگلاندین‌ها و لکوترین‌ها است. استفاده از این گیاه در رینیت آلرژیک بسیار مؤثر بوده‌است. بنابر نتایج تحقیقات دانشگاه ایالتی پنسیلوانیا، گزنه به علت دارا بودن ترکیبات آنتی‌هیستامین و ضدالتهاب، داروی طبیعی برای بیماری اگزما است. همچنین گفته می‌شود گزنه دارای خواص دارویی برای خون و بهبود تب یونجه است.

### به‌عنوان غذا
آش گزنه غذایی در آشپزی مازندرانی و کردی است. گزنه در کشورهای رومانی، اسلوونی و بلغارستان، به‌عنوان یک چاشنی غذایی در تهیهٔ انواعی از پوره و املت استفاده می‌شود. در گذشته از گزنه در تهیهٔ دم‌نوش و همچنین تهیهٔ نوعی آبجو به نام ایل و در تهیه و نگهداری انواعی از پنیرها استفاده می‌شده‌است.

### تهیهٔ نخ و پارچه
یافته‌های باستان‌شناسی در دانمارک نشان می‌دهد که در عصر برنز، از الیاف گونه‌هایی از گزنه، در تولید نخ، پارچه و تور ماهیگیری استفاده می‌شده.
برگ‌ها، سرشاخه‌های گل‌دار و ریشهٔ گزنه مورد استفاده قرار می‌گیرد.
اخیراً حلقه‌های پپتیدی‌ای از عرق گزنه جداسازی شده‌است که نام اختصاری گزلین دارند (ترکیبی از گزنه+انسولین) این حلقه‌ها که اثر ضد دیابت را به آن‌ها نسبت می‌دهند قادرند با روی هم قرار گرفتن، ایجاد منفذ (Pore) نموده و گلوکز را به درون سلول انتقال دهند. تحقیق فوق در دانشگاه‌های تهران و تورنتو کانادا صورت پذیرفته‌است.

## خواص گزنه در طب ایرانی
گزنه در طب ایرانی دارای خواص بسیار است که مهم ترین آن ها را در این قسمت با شما به اشتراک می گذاریم:
1. مفید برای پروستات مردان
2. گیاه گزنه ادار آور خوبی است
3. مصرف گزنه باعث کاهش قند خون می شود
4. گزنه ادرارآور است و برای تمیز کردن کلیه‌ها و کبد در طب ایرانی مفید شناخته شده است
5. گزنه حاوی آهن است و برای کم خونی مفید می باشد.
6. اشتها آور است

مصرف گزنه برای افرادی که مشکلات کلیوی و قلبی دارند باید حتما زیر نظر پزشک طب سنتی صورت گیرد.

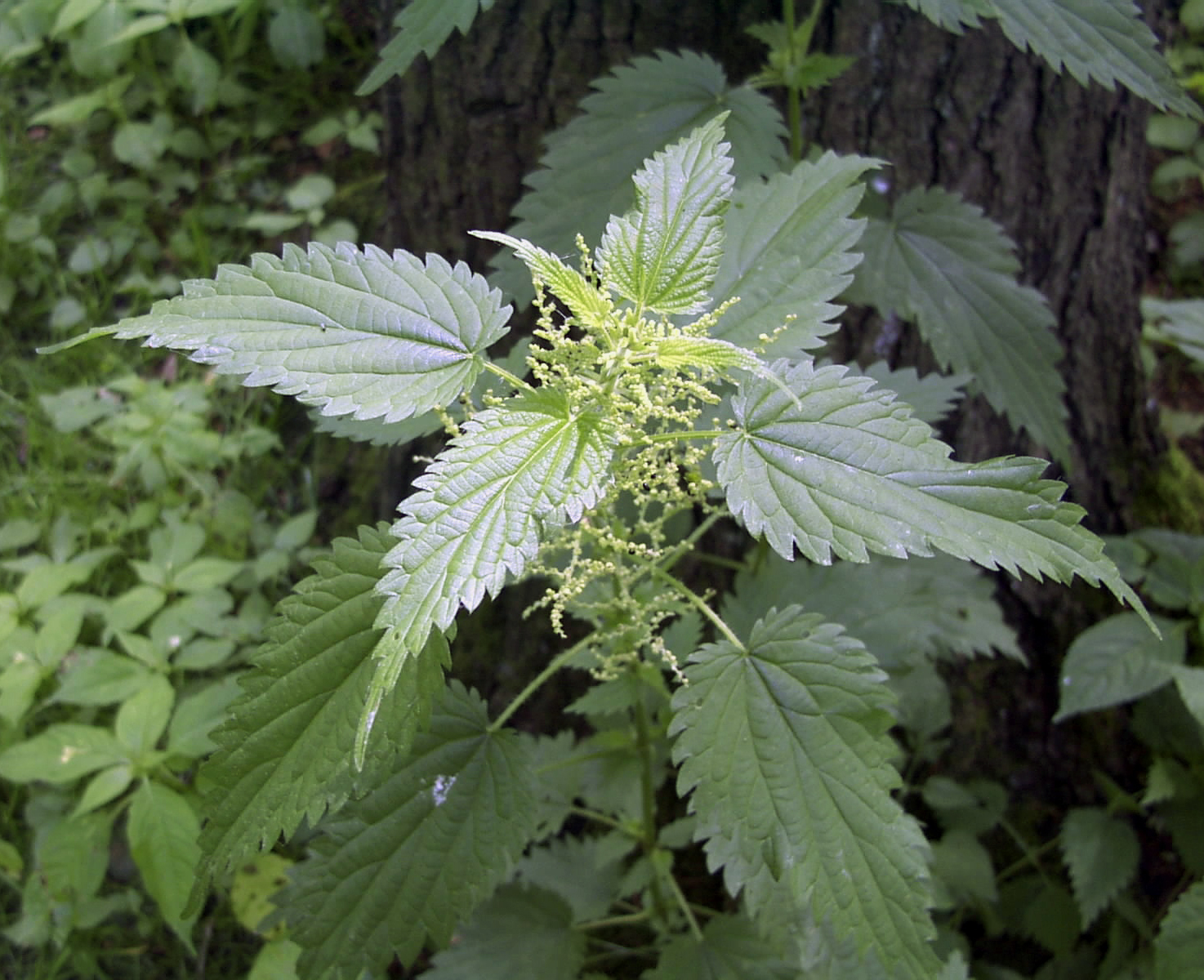
گزنه